# Каупенс (Південна Кароліна)
Каупенс (англ. Cowpens) — місто (англ. town) в США, в окрузі Спартанберг штату Південна Кароліна. Населення — 2023 особи (2020).

## Географія
Каупенс розташований за координатами 35°1′8″ пн. ш. 81°48′15″ зх. д. / 35.01889° пн. ш. 81.80417° зх. д. (35.018833, -81.804273). За даними Бюро перепису населення США в 2010 році місто мало площу 6,11 км², уся площа — суходіл.

## Демографія
Згідно з переписом 2010 року, у місті мешкали 2162 особи в 868 домогосподарствах у складі 584 родин. Густота населення становила 354 особи/км². Було 967 помешкань (158/км²).
Расовий склад населення:
| - 73,9 % — білих - 21,2 % — чорних або афроамериканців - 0,3 % — корінних американців - 0,1 % — азіатів - 2,5 % — осіб інших рас |

До двох чи більше рас належало 2,0 %. Частка іспаномовних становила 4,3 % від усіх жителів.
За віковим діапазоном населення розподілялося таким чином: 25,3 % — особи молодші 18 років, 59,2 % — особи у віці 18—64 років, 15,5 % — особи у віці 65 років та старші. Медіана віку мешканця становила 38,4 року. На 100 осіб жіночої статі у місті припадало 90,7 чоловіків; на 100 жінок у віці від 18 років та старших — 85,1 чоловіків також старших 18 років.
Середній дохід на одне домашнє господарство становив 39 108 доларів США (медіана — 27 000), а середній дохід на одну сім'ю — 50 227 доларів (медіана — 38 542). Медіана доходів становила 35 859 доларів для чоловіків та 35 833 долари для жінок. За межею бідності перебувало 24,8 % осіб, у тому числі 42,2 % дітей у віці до 18 років та 22,5 % осіб у віці 65 років та старших.
Цивільне працевлаштоване населення становило 622 особи. Основні галузі зайнятості: виробництво — 23,0 %, освіта, охорона здоров'я та соціальна допомога — 18,6 %, мистецтво, розваги та відпочинок — 10,8 %, науковці, спеціалісти, менеджери — 8,4 %.